# Elizabeth Acevedo
Elizabeth Acevedo (New York, 15 febbraio 1988) è una scrittrice e poetessa statunitense d'origine dominicana.

## Biografia
Nata e cresciuta a New York da genitori immigrati dalla Repubblica Dominicana, vive e lavora a Washington.
Dopo un Bachelor of Arts alla George Washington University e un Master of Fine Arts in scrittura creativa all'Università del Maryland, College Park ha partecipato a numerosi festival di poesia slam vincendo anche un riconoscimento ad un National Poetry Slam prima d'esordire nella narrativa nel 2016 con il chapbook Beastgirl and Other Origin Myths.
Con il romanzo Poet X ha ottenuto un National Book Award, una Carnegie Medal (prima autrice nera a ricevere il riconoscimento) e il Michael L. Printz Award.

## Opere

### Prosa
Romanzi per ragazzi
- (EN)  Beastgirl and Other Origin Myths, YesYes Books, 2016
- (EN)  The Poet X, HarperTeen, 2018
  - Poet X, Milano, Sperling & Kupfer, 2021, traduzione di Simona Mambrini e Anna Rusconi, ISBN 978-88-200-6956-8.
- (EN)  With the Fire on High HarperTeen, 2019
- (EN)  Clap When You Land  QuillTree Books, 2020

In antologie
- (EN)  AA. VV., Because I Was A Girl: True Stories for Girls of All Ages, Henry Holt, 2017

### Poesia
In antologie
- (EN)  AA. VV., Women of Resistance: Poems for a New Feminism, OR Books, 2018
- (EN)  AA. VV., Ink Knows No Borders: Poems of the Immigrant and Refugee Experience, Seven Stories, 2019
- (EN)  AA. VV., Woke: A Young Poet's Call to Justice, Roaring Brook Press, 2020

## Premi e riconoscimenti
Per Poet X
- 2018 – National Book Award per la letteratura per ragazzi
- 2019 – Michael L. Printz Award
- 2019 – Carnegie Medal
- 2019 – Pura Belpré Award